# Ilonc
Ilonc (szerbül Иланџа / Ilandža, németül Ilantsch, románul Ilangea) falu Szerbiában, a Vajdaságban, a Dél-bánsági körzetben. Közigazgatásilag Alibunár községhez tartozik.

## Fekvése
Pancsovától északkeletre, Ferdinándfalva, Keviszöllős és Újsándorfalva közt fekvő település.

## Története
Ilonc (Iláncsa) már a középkorban is létezett. Nevét 1385-ben említette először oklevél. Ekkor már egyházas hely volt és Keve vármegyéhez tartozott.
A török hódoltság alatt a szerbek foglalták el, és az 1723-1725-ös gróf Mercy térképen is Ilonza néven, a lakott helyek között tüntették fel.
1767-1769. között Steinlein és Koszta mérnökök a falut körülvevő alibunári mocsár alsó részét átvágták és Végszentmihály felé egészen Alibunárig erős töltésekkel vették körül.
1768-1773. között, a német-bánsági Határőrvidék szervezésekor, a katonai határőrvidékhez csatolták, majd a 12. számú német-bánsági határőrezred egyik századának székhelye lett 1872-ig.
A Határőrvidék feloszlatása után Torontál vármegyéhez csatolták.
1848. október 13-án, az 1848–49-es forradalom és szabadságharc alatt a falu határában véres harc volt az Arány százados vezérlete alatt álló nemzetőrök és a szerb felkelők között, mely az utóbbiak vereségével végződött. A szerbek 30 halott hátrahagyásával megfutamodtak.
1888-ban a Terézia-csatorna kiöntött, s a határ fél részét elárasztotta.
1812-ben a település határában, a falu közelében egy forrás támadt, melynek a szerbek különös gyógyerőt tulajdonítanak, föléje épületet is emeltek.
1910-ben 3208 lakosából 71 fő magyar, 75 fő német, 44 fő szlovák, 23 fő román, 2959 fő szerb, 1 fő egyéb  anyanyelvű volt. Ebből 103 fő római katolikus, 3 fő görögkatolikus, 24 fő református, 39 fő evangélikus, 2990 fő görögkeleti ortodox, 14 fő izraelita vallású volt. A lakosok közül 1489 fő tudott írni és olvasni, 176 lakos tudott magyarul.
A trianoni békeszerződés előtt Torontál vármegye Alibunári járásához tartozott.

## Népesség

### Demográfiai változások
| 1948 | 1953 | 1961 | 1971 | 1981 | 1991 | 2002 | 2011           |
| ---- | ---- | ---- | ---- | ---- | ---- | ---- | -------------- |
| 3132 | 2896 | 2926 | 2805 | 2426 | 2023 | 1727 | 1727 fő (2002) |

## Híres személyek
- Miloš Crnjanski szerb író - itt élt fiatalkorában

## Nevezetességek

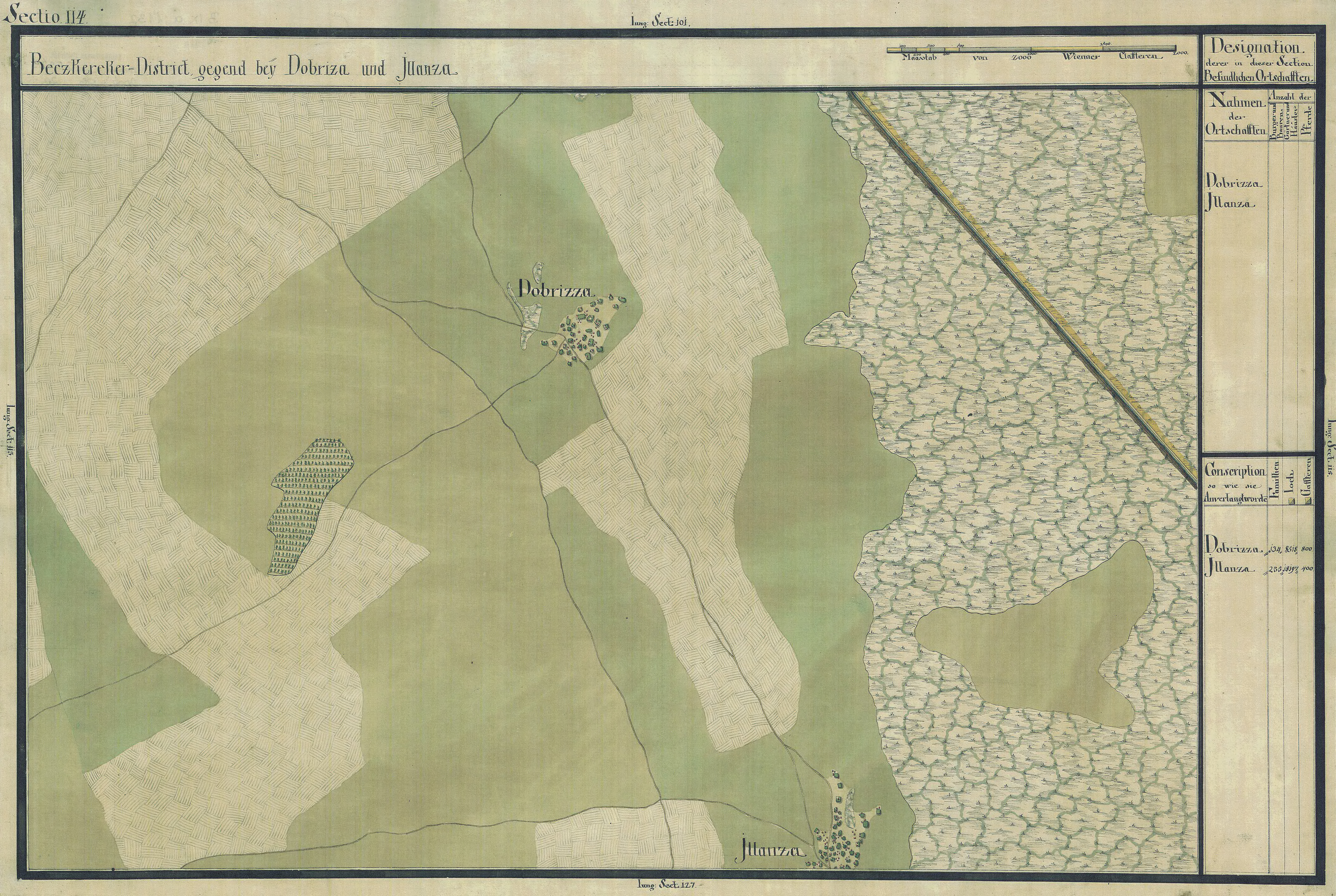
Ilonc egy régi térképen

- Görögkeleti temploma - 1793-ban épült